# Гальванотерапия
Гальванизация (также гальванотерапия) — это воздействие на организм с лечебной целью постоянным электрическим током малой силы (до 50 мА, при онкологии до 80 мА) и малого напряжения (до 80 В) через контактно наложенные на тело больного электроды. Применяется с XIX века. Название образовано от фамилии известного физиолога Л. Гальвани.

## При онкологических заболеваниях
При действии слабого постоянного тока от 30-80 мА на тело больного онкологическим заболеванием человека, клетки злокачественной опухоли в теле человека погибают, в то время как здоровые клетки остаются целыми. Это связано с тем, что клеточные мембраны здоровых клеток выдерживают от 80-100 мВ без их разрыва, а поврежденные и деградированные клетки злокачественной опухоли выдерживают потенциал всего лишь меньше 20 мВ. Субъективно человек чувствует под электродом подергивание, вибрацию. Под катодом раздражающее действие сильнее, чем под анодом.
При применении гальванизации для чрескожной противоопухолевой терапии (PET) электроды якобы вызывают поток положительно заряженных ионов к катоду и поток отрицательных ионов к аноду. Изменение значения pH деполяризует клеточные мембраны. Образовавшиеся при этом соляные кислоты якобы вызывают химическое нарушение метаболических процессов в клетках опухоли. Эти нарушения в больных клетках запускают механизм клеточной смерти, также называемый апоптозом — опухоль просто умирает.

## В других случаях
В XX веке гальванизация назначалась при разнообразных заболеваниях, в том числе сердечно-сосудистых, воспалительных, при неврозах, мигренях, язвенной болезни. В зависимости от заболевания на теле выбиралась область воздействия: гальванизировалась «воротниковая» или «трусиковая» зоны, области лица, головы и другие.

## Противопоказания
Индивидуальная непереносимость электрического тока; острые воспалительные и гнойные заболевания; системные заболевания крови; резко выраженный атеросклероз; лихорадка; заболевания кожи; беременность; кахексия.